# Gårdgölen (Tvings socken, Blekinge)
Gårdgölen är en sjö i Karlskrona kommun i Blekinge och ingår i Nättrabyåns huvudavrinningsområde.